# 伊井村
伊井村（いいむら）は福井県坂井郡にあった村。現在のあわら市の南部、北陸本線・芦原温泉駅の南東一帯、竹田川左岸にあたる。

## 地理
- 河川 ： 竹田川

## 歴史
- 1889年（明治22年）4月1日 - 町村制の施行により、矢地村、菅野村、稲越村、河原井手村、池口村、伊井村、清間村、桑原村及び古屋石塚村の区域をもって、伊井村が発足する。
- 1954年（昭和29年）10月5日 - 金津町、吉崎村、細呂木村、坪江村及び伊井村が合併して、改めて金津町が発足する。

## 経済

### 産業
農業
『大日本篤農家名鑑』によれば伊井村の篤農家は、「廣部林右衛門、廣部安右衛門、阪東平右衛門、梶岡良一、中島半右衛門、新道治右衛門、志田博、森川惣兵衛」などである。

## 交通

### 鉄道路線
旧村域を日本国有鉄道の北陸本線が通過したが、駅は所在しなかった。